# Ardisia theifolia
Ardisia theifolia är en viveväxtart som beskrevs av George King och Gamble. Ardisia theifolia ingår i släktet Ardisia och familjen viveväxter. Inga underarter finns listade i Catalogue of Life.